# Ragnhild Noer
Ragnhild Noer (* 28. Dezember 1959 in Oslo) ist eine norwegische Juristin. Seit 2010 ist sie Richterin am Obersten Gerichtshof von Norwegen.

## Leben und Wirken
Noer studierte Rechtswissenschaften an der Universität Oslo, wo sie 1985 ihren Abschluss machte. Anschließend war sie in der Gesetzgebungsabteilung des norwegischen Justizministeriums tätig. Ab 1987 arbeitete sie als stellvertretende Richterin am Bezirksgericht von Lyngen, bis sie 1989 als Assistenzprofessorin an die Universität Tromsø wechselte. Bereits im folgenden Jahr wurde sie jedoch Programmsekretärin beim norwegischen Rundfunk. 1991 wechselte sie als Anwältin in das Büro des norwegischen Generalstaatsanwalts, wo sie bis 2005 tätig war. Unterbrochen wurde diese Tätigkeit durch Abordnungen als amtierende Richterin an das Gulating lagmannsrett, eines von sechs norwegischen Berufungsgerichten, (1994), sowie an das Energieministerium (2001 bis 2002). Ab 2005 war sie planmäßige Richterin am Borgarting lagmannsrett. Am 1. Oktober 2010 wurde Noer zur Richterin am Obersten Gerichtshof von Norwegen ernannt.

## Trivia
Wegen Protesten im Rahmen des Alta-Konflikts wurde Noer als Studentin zu einer Geldstrafe von 1.500 norwegischen Kronen verurteilt, die sich nicht bezahlte und daher als Ersatzfreiheitsstrafe zehn Tage in Haft verbrachte.